# 王凯 (1963年)
王凯（1963年4月—），四川眉山人，中国人民解放军中将。

## 生平
王凯曾任旅长、13集团军37师师长。2008年汶川大地震期间，时任37师师长的王凯带领部队最先到达重灾区北川，指挥官兵最先挺进震中映秀镇。2009年任陆军第十四集团军参谋长。曾获“5·12”全国抗震救灾模范称号。2013年7月，任陆军第十三集团军军长。2017年4月，任西部战区陆军副司令员。2019年获“庆祝中华人民共和国成立70周年”纪念章。2021年3月，任西藏军区司令员，晋升中将军衔。
2022年10月22日，当选为中国共产党第二十届中央委员会委员。